# Hesperocimex coloradensis
Hesperocimex coloradensis är en insektsart som beskrevs av List 1925. Hesperocimex coloradensis ingår i släktet Hesperocimex och familjen vägglöss. Inga underarter finns listade i Catalogue of Life.